# Liste der Monuments historiques in Le Tiercent
Die Liste der Monuments historiques in Le Tiercent führt die Monuments historiques in der französischen Gemeinde Le Tiercent auf.

## Liste der Bauwerke
| Bezeichnung      | Beschreibung | Standort | Kennzeichnung | Schutzstatus | Datum | Bild           |
| ---------------- | ------------ | -------- | ------------- | ------------ | ----- | -------------- |
| Kirche St-Martin |              | (Lage)   | PA00090888    | Inscrit      | 1926  | weitere Bilder |
| Schloss          |              | (Lage)   | PA00090889    | Inscrit      | 1926  | weitere Bilder |

## Liste der Objekte
| Bezeichnung                                     | Beschreibung                                            | Standort                       | Kennzeichnung | Schutzstatus | Datum | Bild           |
| ----------------------------------------------- | ------------------------------------------------------- | ------------------------------ | ------------- | ------------ | ----- | -------------- |
| Skulptur des Johannes des Täufers im Hauptaltar | Holz, bemalt und vergoldet, Anfang des 18. Jahrhunderts | in der Kirche St-Martin (Lage) | PM35003033    | Inscrit      | 2011  |                |
| Marienaltar                                     | Holz, Anfang des 18. Jahrhunderts                       | in der Kirche St-Martin (Lage) | PM35003034    | Inscrit      | 2011  |                |
| Tabernakel und Retabel des Hauptaltars          | Holz, um 1800                                           | in der Kirche St-Martin (Lage) | PM35003031    | Inscrit      | 1902  | weitere Bilder |
| Skulptur des heiligen Martin im Hauptaltar      | Holz, bemalt und vergoldet, Anfang des 18. Jahrhunderts | in der Kirche St-Martin (Lage) | PM35003032    | Inscrit      | 2011  |                |
| Glocke                                          | Bronze, 1642 gegossen                                   | in der Kirche St-Martin (Lage) | PM35000672    | Classé       | 1907  |                |
| Skulptur Madonna mit Kind                       | Holz, 15. Jahrhundert                                   | in der Kirche St-Martin (Lage) | PM35000673    | Classé       | 1919  |                |
| Heilig-Kreuz-Altar                              | Holz, um 1800                                           | in der Kirche St-Martin (Lage) | PM35003035    | Inscrit      | 2011  |                |